# 埼玉自動車学校
埼玉自動車学校（さいたまじどうしゃがっこう）は、埼玉県熊谷市見晴町330に所在する埼玉県公安委員会指定の自動車教習所である。
運営は、柏俣財団／柏俣ジャパン株式会社／埼玉自動車興業株式会社の3社の名前が公式サイト上に乱立しており、グループであろうことは分かるが、主体者は不明。

## 取得可能な免許
- 普通自動車
- 準中型自動車
- 中型自動車
- 普通自動二輪車

## 使用車両
- 普通車 - 日産・ティーダ・トヨタ・プリウス(ATのみ)・トヨタ・カローラAXIO
- 準中型車 ‐ 日野・デュトロ
- 中型車 - いすゞ・フォワード
- 二輪

## 特徴

### 立地
場内教習コースが、荒川の河川敷にあり（国土交通省より土地を借入）、県内有数の広さを誇る。

### 教習
場内教習コースが河川敷にある関係上、四輪車に関しては車庫と直結しておらず、一旦敷地を出て、公道（熊谷市道）を縦断し、堤防を昇り降りして、コースに入らなければならない特殊な構造のため、教習開始・終了時に教習生が助手席に座り、教官が運転して車庫とコース間を回送するというプロセスが必要になるが、路上教習の一環で教習生の運転による堤防越えもある。逆に車庫が公道に接しているため、路上教習は余計なプロセスなしで開始・終了できる。一方で二輪車の車庫は場内教習コースの敷地内にあるため、教習生は徒歩で向かうことになる。熊谷さくらマラソン大会では前述の公道がコースの一部になっているため、全走者が通過する（予定時刻）までは、四輪車の路上教習は休止し、車両は場内教習コースに残し、教官と教習生が徒歩移動する。
高速教習は、関越自動車道東松山インターチェンジ-花園インターチェンジ-寄居パーキングエリア-本庄児玉インターチェンジ間で実施している（嵐山小川インターチェンジは通過）。
普通車のMT取得の場合は、セット教習（高速教習ではない）一度を除いて全てMT車での運転である。

## 交通
- JR高崎線の吹上駅・行田駅・熊谷駅・深谷駅及び東武東上線の森林公園駅・東松山駅より無料送迎バス（教習生のみ。深谷駅へは予約制。およそ2～3時間間隔での運行。）
- 秩父鉄道の石原駅より徒歩10分、上熊谷駅から20分程度。JR熊谷駅から徒歩30分程度。
- 国際十王交通の上熊谷駅入口または榎町バス停（東武東上線小川町駅、森林公園駅、東松山駅とJR熊谷駅、熊谷駅北口、及び立正大学を各発着するバス）から徒歩15分。